# Nižný Klátov
Nižný Klátov (původně Nižný Tejkeš, maďarsky Alsótőkés) je obec na Slovensku v okrese Košice-okolí v historickém regionu Abov. Žije zde 941 obyvatel.

## Pamětihodnosti
- Římskokatolický kostel sv. Michaela, jednolodní novogotická stavba s polygonálně ukončeným presbytářem a předsazenou věží z let 1930–1931.[3] Fasáda kostela je členěna opěrnými pilíři. Okna se šambránami jsou půlkruhově ukončena. Věž s trojúhelníkovou korunní římsou je ukončena jehlancovou helmicí.

## Politika
Starostové obce:
- 2005–2008: Rastislav Bernát
- 2008–2011: Marta Štefanová
- Od 2011: Mgr. Ing. Marcela Jokeľová

## Vybavenost obce

### Školství
Obec má vlastní mateřskou a základní školu.

### Doprava
Do obce jezdí SAD a.s. z Košic, směr Hýľov, Zlatá Idka a Vyšný Klátov.

### Sport
V obci se nachází fotbalové a basketbalové hřiště a je výchozím místem pro turistiku a cyklistiku v přilehlých Volovských vrších. V blízkosti se nachází lyžařské středisko Jahodná a Kojšovská hoľa. Obec má hokejové mužstvo.